# My Bed
My Bed est une œuvre de l'artiste anglaise Tracey Emin.
Créée en 1998, l'œuvre a été exposée à la Tate Gallery en 1999 parmi les œuvres sélectionnées pour le prix Turner.
My Bed se composait du propre lit de l'artiste et de plusieurs objets de sa chambre, le tout dans un état abject, ce qui a attiré l'attention des médias. Bien que l'œuvre n'ait pas remporté de prix, sa notoriété a persisté.

## Inspiration

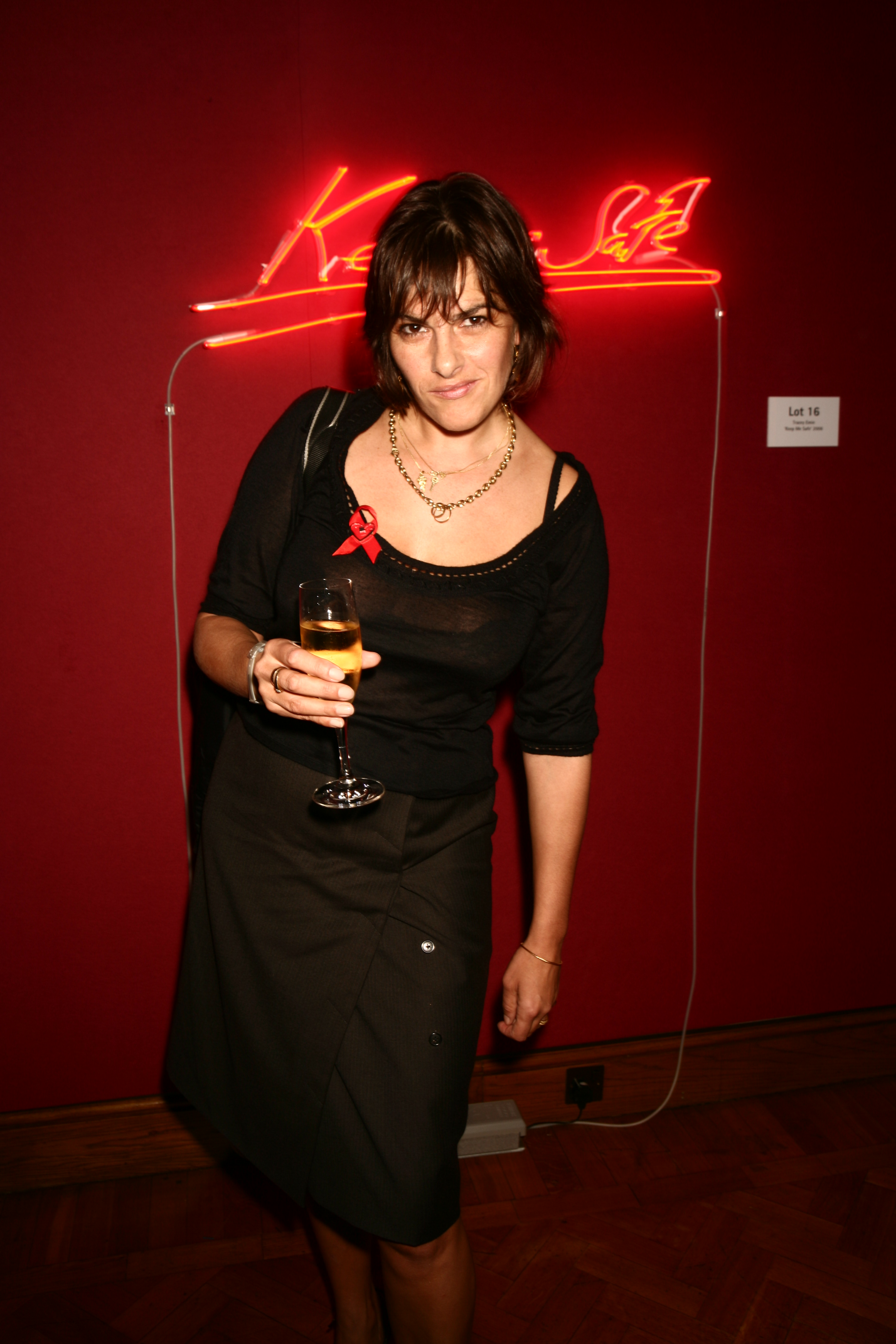
Tracey Emin, créatrice de My Bed.

L'idée de My Bed a été inspirée par une phase à la fois sexuelle et dépressive de la vie de l'artiste, qui était restée au lit pendant plusieurs jours sans rien manger ni boire, sauf de l'alcool. Quand elle a regardé le désordre répugnant qui s'était accumulé dans sa chambre, elle a soudainement réalisé ce qu'elle avait créé.

## Réactions
L'œuvre a suscité un engouement médiatique considérable, en particulier sur le fait que les draps de lit étaient couverts de sécrétions corporelles et que le sol contenait des objets de la chambre de l'artiste, tels que des préservatifs, des sous-vêtements souillés de sang menstruel, d'autres détritus et des objets fonctionnels comme une paire de pantoufles. Emin a prétendu que le lit était présenté dans l'état qu'il était après qu'elle y a croupi pendant plusieurs jours ; à l'époque, elle souffrait de dépression suicidaire provoquée par des difficultés relationnelles.
Tracey Emin a vigoureusement défendu My Bed face aux critiques, qui ont considéré l'œuvre comme une provocation ou une farce et ont affirmé que n'importe qui pouvait exhiber un lit défait. À ces affirmations, l'artiste répliqua : « Eh bien, ils ne l'ont pas fait, n'est-ce pas ? Personne ne l'avait jamais fait auparavant ».

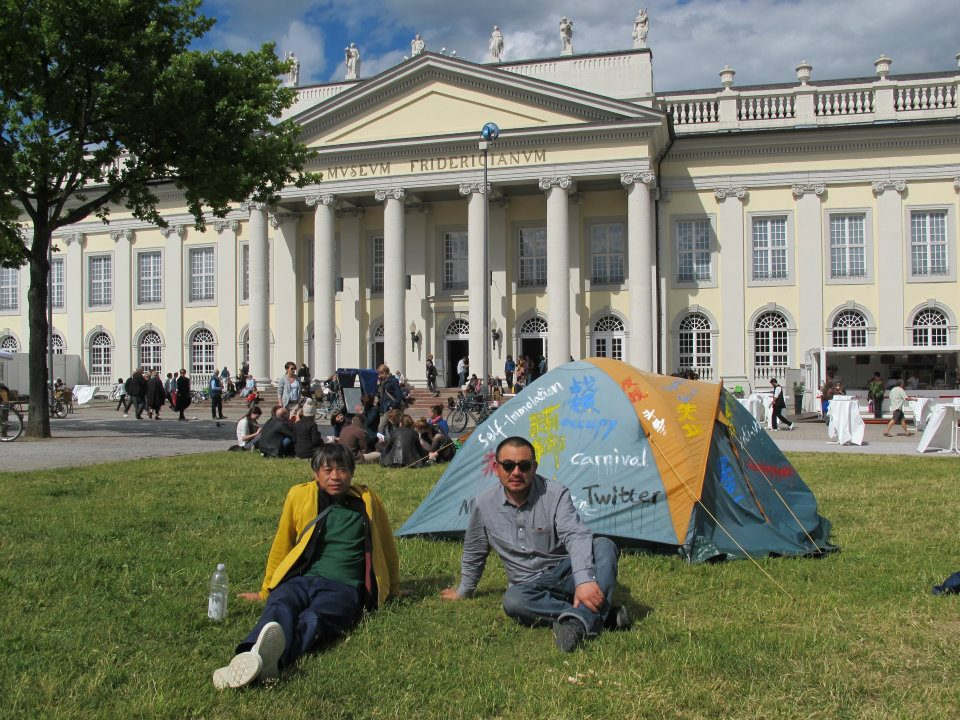
Cai Yuan et Jian Jun Xi.

Une performance a été exécutée le 25 octobre 1999 par le duo d'artistes performeurs Cai Yuan et Jian Jun Xi (en) dans laquelle les deux hommes, torses nus, ont sauté sur le lit pour améliorer le travail, qui, selon eux, n'avait pas été assez loin. Chai avait écrit dans son dos les mots « Anti Stuckism ». Ils ont appelé leur performance Two Naked Men Jump into Tracey's Bed. Les hommes ont également fait une bataille d'oreillers sur le lit pendant une quinzaine de minutes, sous les applaudissements de la foule, avant d'être emmenés par des agents de sécurité. Les artistes ont été arrêtés mais aucune autre mesure n'a été prise à leur encontre.
Avant d'être exposée à la Tate Gallery, l'œuvre avait été présentée dans d'autres endroits, notamment au Japon, où d'autres éléments étaient présents, comme un nœud coulant pendu au-dessus du lit. Ces éléments n'étaient plus exposés à la Tate.
Craig Brown a écrit un article satirique sur My Bed pour Private Eye intitulé My Turd.
L'ancien petit ami d'Emin, Billy Childish, ancien artiste stuckiste, a déclaré qu'il avait aussi dans son hangar un ancien lit qu'il mettrait à disposition pour 20 000 £.

## Ventes et valeur
My Bed est acheté par Charles Saatchi pour 150 000 livres sterling et présenté lors de la première exposition de sa nouvelle galerie, la County Hall, à Londres. Saatchi a également installé My Bed dans une pièce réservée de son propre domicile.
Lorsqu'il est annoncé, en mai 2014, que l'œuvre devait être mise aux enchères, David Maupin, agent d'Emin à New York, a déclaré que l'estimation de 800 000 à 1,2 million de livres était trop basse. Lorsque Christie's l'a mise aux enchères en juillet 2014, l'œuvre a finalement été vendue pour un peu plus de 2,5 millions de livres sterling.